# Pentacolo

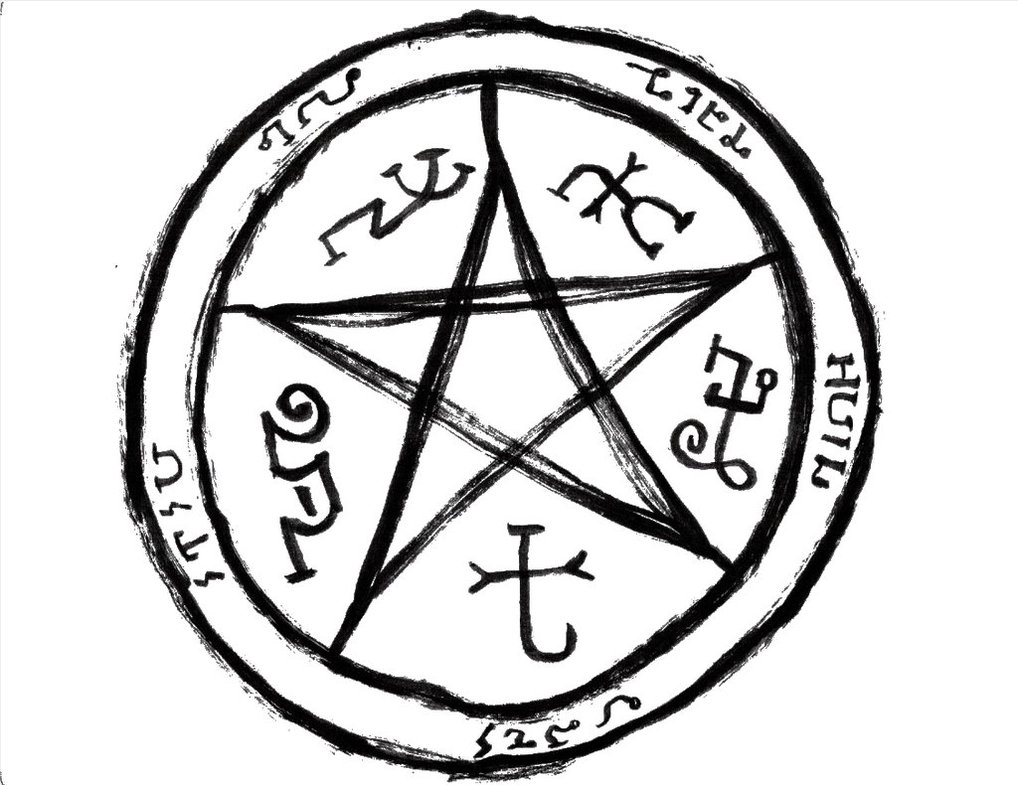
Un pentacolo

Il pentacolo (o pantacolo, o pantaclo, a seconda dei contesti) è un simbolo magico, consistente in una stella a cinque punte generalmente inscritta in un cerchio.
In italiano il termine indica un qualsiasi amuleto appeso al collo, con probabili origini confluenti con "pendere".
L'etimologia del termine è oscura, ma la costruzione e significato suggeriscono una derivazione dal prefisso Greco penta-, combinato con il suffisso Latino -culum  (costruzione non del tutto estranea al Latino Medioevale) o ancora dal francese medio dalla parola "pendacol"/"pentacol", un gioiello o ornamento appeso attorno al collo (da pend- pendere, à al, col o cou collo), in armonia con il significato italiano. 

## Caratteristiche
Il simbolo è presente in molte culture e luoghi. Nella civiltà occidentale ha carattere soprattutto esoterico; viene spesso descritto come un talismano di protezione magica, che può venire realizzato o tracciato su materie da scrittura come carta o pergamena, oppure inciso su metallo o infine modellato nella cera, nella creta, nel legno; molto spesso però può venire anche realizzato per formare un pendente. In generale in un pentacolo possono venire rappresentati molti simboli differenti, dei quali oggi il più comune è di gran lunga il pentagramma o pentalfa regolare, circoscritto in un cerchio; in questo caso particolare quello con un'unica punta del pentagramma rivolta verso l'alto. 
Nell'occultismo in generale è utilizzato anche come strumento rituale, le cui varianti possono essere trovate all'interno dei vari grimori. Aleister Crowley è stato tra i primi a suggerire di riservare il nome di pentacolo al solo pentagramma iscritto nel cerchio, mentre suggerisce al contrario di utilizzare il nome più generico di pentacolo per tutti gli altri talismani di questo tipo.

## Interpretazione e significato

Dalla prospettiva geocentrica, Venere traccia un pentagramma intorno alla Terra, i cui angoli coincidono con le sue congiunzioni con l'orbita circolare del Sole.

Nell'antichità il pentacolo era ampiamente utilizzato come simbolo sacro nella pratica dei culti legati alla dea pagana Venere, incarnazione della forza, della bellezza e soprattutto della sessualità mistica. Il legame della figura con la dea Venere/Afrodite si deve al fatto che Venere, pianeta a essa associato in epoca classica, visto dalla Terra compie (in un periodo di otto anni) un percorso simile ad un pentagono nel cielo.

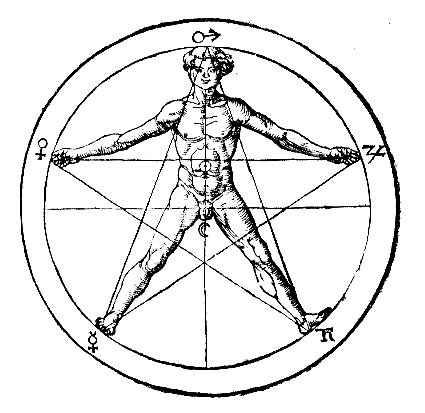
Il corpo umano iscritto nel pentalfa, simbolo dell'analogia tra microcosmo e macrocosmo, in accordo con la Divina Proportione di Luca Pacioli, con il Sole e la Luna situati al centro, e gli altri pianeti in corrispondenza delle cinque punte della stella (immagine tratta dai Libri tres de occulta philosophia di Heinrich Cornelius Agrippa)

Il pentacolo è inoltre una rappresentazione del microcosmo e del macrocosmo: combina cioè in un unico segno tutta la creazione, ovvero l'insieme di processi su cui si basa il cosmo. Le cinque punte del pentagramma interno simboleggiano i cinque elementi metafisici dell'acqua, dell'aria, del fuoco, della terra e dello spirito. Questi cinque elementi sintetizzerebbero i gruppi in cui si organizzano tutte le forze elementali, spiritiche e divine dell'universo.
Il rapporto tra i vari elementi rappresentati all'interno del pentacolo è ritenuto una riproduzione in miniatura dei processi su cui si basa il cosmo. Questo processo inizia dall'elemento dello spirito, il quale si manifesta dando origine a tutto ciò che esiste. La creazione si verifica partendo dalla divinità e scendendo verso la punta in basso a destra, simboleggiante l'acqua, ovvero la fonte primaria e sostentatrice della vita sulla Terra. Dall'acqua ebbero origine le primissime forme elementari di vita, le quali poi evolsero con il passare dei millenni staccandosi dall'elemento primordiale. Dall'acqua il processo creativo risale verso l'aria, la quale rappresenta le forme di vita sufficientemente evolute da potersi organizzare da sole, prendendo coscienza del proprio sé. Questi esseri, dalla loro innocenza originaria, si evolvono e si organizzano moralmente e tecnologicamente, procedendo lungo la linea orizzontale verso la terra a destra. La terra simboleggia il massimo grado di evoluzione che un'epoca può supportare, quando questo diviene troppo ingente avvengono delle ricadute, sotto vari punti di vista, ma innanzitutto sotto il profilo spirituale. L'essere si allontana dallo spirito, degradando verso il basso, il fuoco, simboleggiante l'apice della degenerazione. In seguito alla depressione avviene però sempre una ripresa, un ritorno alle origini, in questo caso allo spirito, l'essere umano riscopre la spiritualità.
Altre interpretazioni vedono nel pentacolo non solo una rappresentazione del rapporto tra il mondo divino e quello fisico, ma anche una rappresentazione della figura umana. Facendo riferimento al celebre Uomo Vitruviano di Leonardo da Vinci appare evidente come il pentagramma possa essere la rappresentazione schematizzata di un corpo umano con braccia e gambe divaricate. Il cerchio che attornia il pentagramma sta poi a simboleggiare l'infinito; dunque questa alternativa interpretazione simboleggerebbe la relazione che accomuna l'uomo all'infinitezza dell'universo e alla sua valenza mistica, ovvero la Divinità.
Nei testi del ciclo arturiano, e specialmente in Sir Gawain e il Cavaliere Verde, il pentacolo diventa simbolo dell'ideale cavalleresco. Le sue cinque punte rappresentano le Sante Piaghe di Cristo e soprattutto le cinque virtù del cavaliere cristiano: generosità, gentilezza, purezza, cavalleria e pietà.
Nel druidismo e nella wicca le tre punte superiori rappresentano i tre aspetti attraverso cui si manifesta la Divinità, ovvero la Dea triplice. Le punte inferiori rappresentano invece il Dio nei suoi due aspetti di fertilità e divinità dell'aldilà. I due spazi contenuti tra le tre punte superiori, sommati allo spazio contenuto tra le punte sottostanti rappresentano i tre gradi del rito iniziatico, mentre i restanti spazi laterali sono la rappresentazione dei due principi cosmici della wicca, il maschile e il femminile, il Dio e la Dea, dall'interazione dei quali scaturisce tutta la manifestazione.

## Sigillo di Baphomet

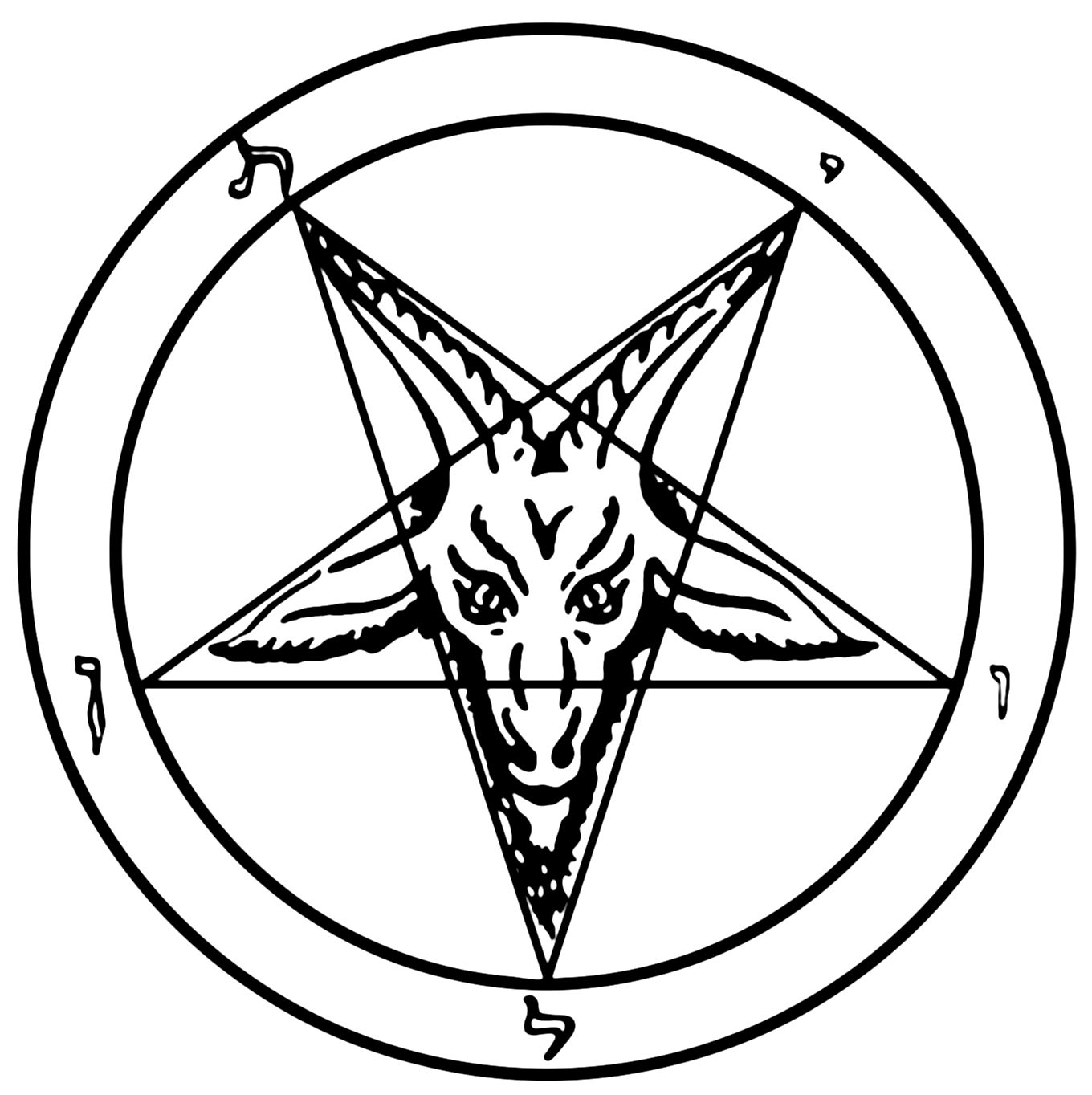
Il sigillo di Baphomet

La figura di Bafometto appare in un sigillo della realtà materiale, che rappresenta la carnalità e principi terreni basati sul piano reale e tangibile della vita.
Il simbolo è utilizzato dalla Chiesa di Satana, organizzazione fondata nel 1966.
Nel sigillo la figura dalla testa caprina è all'interno di una stella a cinque punte rivolta verso il basso. La stella è a sua volta circoscritta da due circonferenze concentriche. Nello spazio insito tra le due circonferenze sono presenti cinque lettere ebraiche, ognuno in corrispondenza di una punta della stella. Partendo dalla punta in basso del pentagramma e procedendo in senso antiorario si legge "לויתן": (Nun, Tav, Yod, Vav, Lamed), il termine ebraico per Leviathan.

## Tarocchi
Nelle carte degli arcani minori dei tarocchi, il simbolo del pentacolo si trova molto spesso rappresentato su tutte le carte del seme di Denari, tanto è vero che i denari vengono detti Pentacles nella lingua inglese.

## Galleria d'immagini

Il Pentagramma o Pentalfa iscritto nel cerchio, che è diventato il pentacolo per antonomasia
Il Pentagramma rovesciato è un simbolo adottato spesso più o meno impropriamente dal Satanismo
Il sigillo di Salomone tratto da un grimorio del XVII secolo (La Clavicola di Salomone) il suo proposito è quello di contenere gli spiriti evocati
Il Pantaclo della Terra tratto dal sistema magico della Golden Dawn
Il Pantaclo dell'arte tratto dal Sesto libro di Mosé
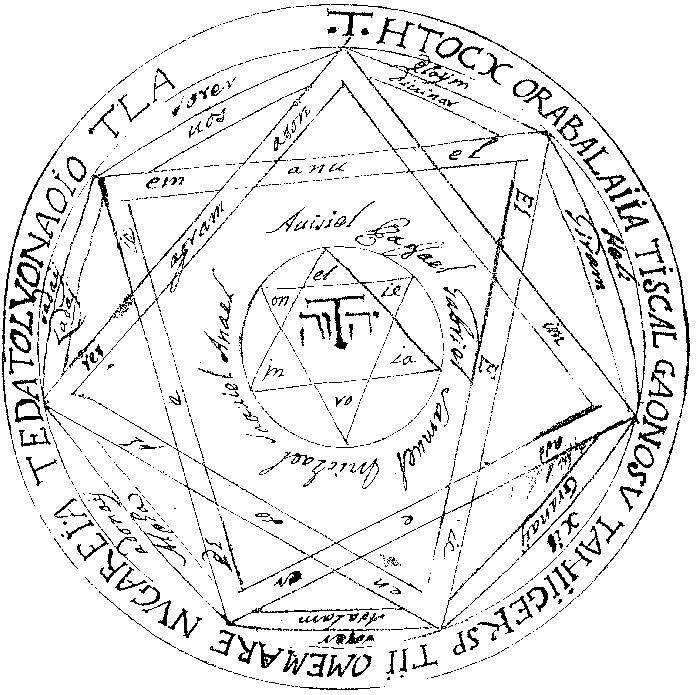
Un altro dei Pantacli descritti nel manoscritto della Chiave di Salomone
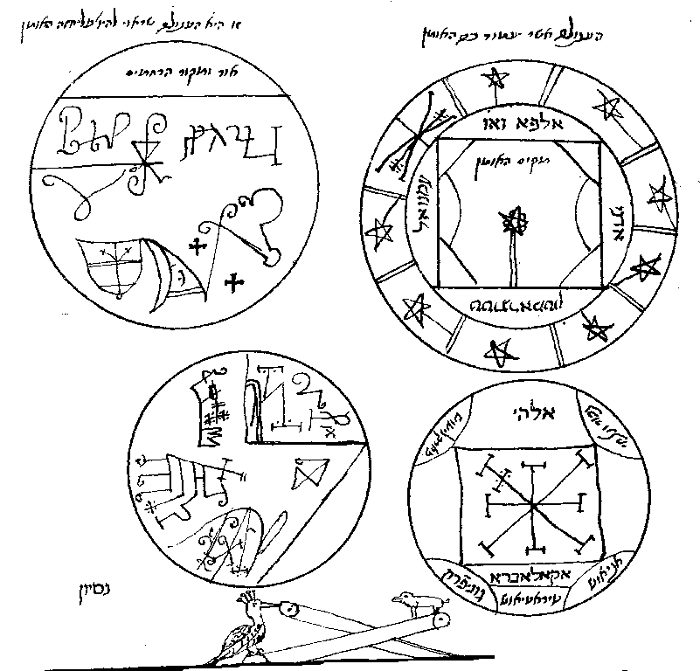
Un gruppo di Pantacli dalla versione ebraica della Chiave di Salomone
Esagramma unicursale, equivalente del pentacolo nella Thelema